# Університет Париж VIII
Університет Париж VIII, Університет Венсен у Сен-Дені (Université Paris 8, Université de Vincennes à Saint-Denis) — французький державний університет в передмісті Парижа. Університет є спадкоємцем експериментального центру Венсен, створеного для модернізації вищої освіти після травневих подій 1968 року, але в підсумку інші французькі університети не перейняли досвід Університету Париж VIII.

## Історія університету
Історія університету починається з заснування експериментального університетського центру в Венсені в 1969 році (як тимчасового факультету Університету Парижа). У заснуванні цього університету беруть участь такі відомі філософи свого часу як Мішель Фуко, Жиль Дельоз , Жан Франсуа Ліотар та інші. Студенти та викладачі університету — палкі учасники травневих подій 1968 року, викладання багатьох предметів відрізняється від інших університетів своїм анти-академізмом , інноваціями, як, наприклад, математика Дені Геджа. В університеті модернізуються відносини між студентами та професорами, він відкритий для студентів без ступеня бакалавра, що у Франції дорівнює атестату про закінчення середньої школи й дає право на вступ до ВНЗ. Багато лекції читаються ввечері, що значно полегшує навчання студентам, які вже працюють.
У 1980 році університет виселяється з Венсенського лісу в Сен-Дені за розпорядженням мера Парижа та за наказом Аліси Соньє-Сеїте, міністра університетів. Університетські будівлі зносять. Переїзд відбувається проти бажання студентів і професорів університету. Протягом ще 4 років вони докладають зусиль аби повернутися у Венсен.

## Факультети
- Факультет соціально-економічного адміністрування (AES) [3], економіки та менеджменту
- Факультет мистецтва, філософії та естетики
- Факультет культури і комунікацій
- Факультет права та політичних наук
- Факультет історії, літератури та соціології
- Факультет мов
- Факультет математики, інформатики, технологій і комунікацій
- Факультет практичної психології
- Факультет лінгвістики
- Факультет навколишнього середовища, територій і цивілізацій

## Знамениті випускники та професори
- Мішель Фуко — французький філософ
- Жан Франсуа Ліотар — французький філософ-постмодерніст і теоретик літератури
- Жиль Дельоз — французький філософ-постмодерніст
- Антоніо Негрі — італійський політичний діяч
- Жак Рансьєр — французький філософ
- Жак-Ален Міллер — французький психоаналітик лакановської школи
- Ален Бадью — французький філософ
- Елізабет Рудинеско — французька психоаналітикиня
- Анрі Мешоннік – французький перекладознавець.